# Ankor (banda)
Ankor es una banda española de metal alternativo, formada en Tarragona (Cataluña) en 2003, compuesta actualmente por la vocalista y screamer Jessie Williams, David Romeu (guitarra y voz), Fito Martínez (guitarra y voz), Eleni Nota (batería) y Julio López (bajo).
El grupo publicó a finales de 2007 su primer álbum de estudio, Al Fin Descansar, cantado íntegramente en castellano y con un sonido más enfocado hacia el metal clásico, pero no sería hasta 2011 con My Own Angel (primer disco de la banda cantado en inglés) y Last Song For Venus que conseguirían reconocimiento, llegando a ganar por votación popular el premio a banda revelación n.º 1 de España en los premios Rockferendum. Actualmente la banda cuenta con 5 álbumes de estudio con la presentación de su último trabajo White Dragon.

## Historia

### Formación y primeros años (2003-2005)
David Romeu, Javi Casanova "Rubio" y Juan Expósito (fundadores de la banda) se conocieron en 1996 en Els Pallaresos, un pequeño pueblo de la provincia de Tarragona, cuando tenían 8/9 años aproximadamente. Pronto comenzaron a tocar y a experimentar con un pequeño teclado que tenía David desde hacía unos años y más tarde Rubio comenzó a ir a clases de guitarra clásica. Los papeles se invirtieron cuando decidieron formar una banda en 2003, ya que David consiguió una guitarra eléctrica que le dejó su tío y Rubio un teclado un poco más profesional.
Siempre habían escuchado rock, metal o punk, y tal y como ellos han dicho en varias ocasiones «la clave para disfrutar tocando pasaba por formar una banda con nuestros amigos de toda la vida», entre los que se encontraban Fito y Julio. Al principio ellos no entraron como componentes, y según palabras de la propia banda en alguna entrevista «no teníamos suficientes instrumentos para que todos nuestros amigos pudieran estar en Ankor, si no, lo habrían estado», aun así, siempre acompañaban al grupo en todos sus conciertos, les ayudaban con la música, el sonido en directo y en algunas actuaciones participaron tocando como invitados.
Cuando Expo y Josy (primer guitarrista y bajista de la banda) dejaron el grupo, y gracias a la amistad que les unía desde años atrás, Fito y Julio entraron en Ankor de inmediato.
David conocía a Jordi del instituto donde estudiaban, siempre le veía patinando y escuchando bandas estadounidenses como The Offspring, NOFX o Blink-182 y cuando se enteró de que tocaba la batería en un grupo local, le propuso ser el batería de Ankor.
Al principio la banda no tenía vocalista, así que David empezó a cantar durante un tiempo mientras fueron pasando algunos cantantes, siempre chicos. Con uno de ellos grabaron una pequeña maqueta de 4 temas en 2005, pero según palabras de la banda, «no nos sentíamos identificados con ese estilo de voz en nuestra música» de un aire demasiado clásico para el grupo. Así que siguieron buscando hasta que Rosa, quién nunca antes había cantado, vio un anuncio, se interesó y les envió un correo electrónico con un fragmento de audio con el cual la banda quedó realmente sorprendida con el timbre de la cantante.

### Al Fin Descansar (2006-2008)
La pequeña grabación casera que Rosa envió al resto de la banda antes de entrar en Ankor, fue suficiente para que el grupo quisiera contar con ella sin necesidad de realizar ninguna prueba más. A las pocas semanas ya estaban grabando un EP de 4 temas que serviría como adelanto de su álbum debut, y a principios de 2007 entraron a grabar Al Fin Descansar, el cual sería publicado en línea a finales de 2007 y fue comenzado a distribuirse en España el 8 de enero de 2008 por el sello discográfico Santo Grial Producciones.
La banda consiguió muy buenas críticas por parte de la prensa especializada, teniendo en cuenta la joven edad que tenían los componentes, entre 18 y 21 años. 
Durante los siguientes meses hicieron una pequeña gira por España, y consiguieron que el álbum fuera vendido en Japón.

### My Own Angel (2010-2012)
Tras su primer disco en castellano, la banda se tomó un largo periodo de tiempo para preparar un nuevo álbum. El idioma inicial de My Own Angel era el castellano, pero un día en un ensayo David propuso al resto de la banda escribir un nuevo tema en inglés, puesto que creía que el estilo que habían adquirido con el paso de los años podría resultar más atractivo en ese idioma. Al adaptar la letra de este nuevo tema, toda la banda se sintió muy cómoda, por lo que aprobaron adaptar y terminar todas las letras en el mismo idioma.
Durante el verano de 2010 grabaron My Own Angel, en el cual se puede apreciar la gran evolución de la banda respecto a su antecesor: «hemos crecido no solo como músicos, también como personas, y eso se nota en las nuevas composiciones» comentaba Rosa en una entrevista.
En diciembre de 2010, mientras esperaban la mezcla definitiva del disco, contactaron con el director sueco Patric Ulleaus de Revolver Film Company, quien había trabajado con bandas de renombre mundial como In Flames, Within Temptation, Arch Enemy, Europe, Children of Bodom, Sonic Syndicate, Kamelot, Leaves Eyes, entre otras,  para realizar su primer vídeo. Para sorpresa de la banda, Patric mostró interés en el proyecto y accedió a grabar el que sería el primer vídeo de la banda, Remaining, primer sencillo del álbum My Own Angel. El vídeo sería publicado en abril de 2011, nombrado como uno de los mejores vídeos del año en España por diversos medios.
Unos meses más tarde, My Own Angel saldría publicado en España a través del sello discográfico independiente The Fish Factory, exactamente el 23 de septiembre de 2011, y el 28 de octubre a través de STF-Records haría lo propio en Europa y en venta digital en todo el mundo.
Totalmente producido por la propia banda y grabado en su misma ciudad (estudios Radish-Records), la crítica española ha catalogado el álbum como un soplo de aire fresco en el panorama nacional, donde el disco tuvo gran aceptación y fue escogido como revelación del año en varios webzines.
En Europa sería elegido mejor álbum debut del año en medios de algunos países como Grecia, Noruega o Alemania.
Tal y como apunta la crítica del disco en uno de los más importantes medios de España, Rafa Basa, «la banda catalana […] abraza de lleno el s. XXI con un disco de metal comercial, muy melódico, bastante cañero por momentos y especialmente cuidado tanto en su producción y sonido como en su ejecución a nivel de arreglos»
En febrero de 2012 la banda anunció en su página de Facebook que se había desplazado de nuevo hasta Suecia para rodar el vídeo del segundo sencillo del álbum, Completely Frozen, dirigido de nuevo por Patric Ullaeus y con la aparición como actor del vocalista Jake E de la banda sueca Amaranthe. El vídeo sería publicado el 6 de marzo con muy buena aceptación entre público y medios.
En mayo de 2012, el grupo hizo público que el sello japonés Hydrant Music había adquirido los derechos de My Own Angel para reeditar el álbum en Japón, el cual sería publicado el 11 de julio. En diciembre de 2012 y cerrando la etapa My Own Angel después de más de 40 fechas en la gira y saliendo al resto de Europa por primera vez (Finlandia), Ankor presentó el tercer y último vídeo del disco: My Own Angel.

### Last Song For Venus (2013-2014)
En febrero de 2013 la banda anunció que un nuevo sencillo perteneciente al próximo disco de Ankor sería publicado el 5 de marzo. La canción titulada I’ll Fight For You (con un nuevo vídeo dirigido por Patric Ullaeus) sería la encargada de mostrar un avance del nuevo trabajo del grupo, que acabaría siendo publicado el 19 de noviembre de 2013 bajo el nombre de Last Song For Venus y con el nuevo sello discográfico que la banda fundó: Winner Horse Productions.
Pocas semanas después, el segundo vídeo/sencillo del tercer álbum sería publicado bajo el nombre de The Dark Passenger, un tema con claras referencias al "oscuro pasajero", personaje de unos libros y serie de televisión mundialmente conocida: Dexter.
Catalogado como uno de los mejores discos del año y agotando cientos de copias en los primeros días de la preventa, Last Song For Venus es un trabajo de una originalidad y calidad poco vistas en España, que llevó a Ankor a ser uno de los nuevos referentes en la escena estatal y una de las bandas más jóvenes con más proyección internacional.
El año 2014 empezó con buen pie para la banda, recibiendo el premio a la Mejor Banda Revelación en los premios Rockferendum de la revista Heavy Rock, los más antiguos y prestigiosos de España.
En febrero arrancó la gira de presentación de Last Song For Venus, llamada Last Tour For Venus, en la que la banda comenzó a presentar en directo su tercer y laureado álbum.

### Rosa de la Cruz abandona Ankor: comienza la era Jessie Williams (abril de 2014)
A finales de abril de 2014 y en medio de la gira Last Tour For Venus, Rosa de la Cruz, vocalista de Ankor durante los últimos 8 años y con la que habían grabado sus 3 álbumes hasta la fecha, anunció junto a un emotivo comunicado de la banda que dejaba el grupo el viernes 25 de abril de 2014, así como se apartaba temporalmente de la música. 
La propia banda anunció 3 días después (lunes 28 de abril) a la nueva vocalista Jessie Williams de Barcelona y natural de Brístol (Reino Unido) con la que presentaron un nuevo vídeo de una versión de la banda estadounidense A Day To Remember: If It Means A Lot To You. 
El día 3 de mayo Ankor realizó un concierto de despedida para Rosa en la ciudad de Montblanch (España), con una actuación especial y muy emotiva para banda y público, agradeciendo así todo el trabajo, esfuerzo y los años vividos juntos.

### Get On The Winner Horse! (julio de 2014)
Después de la incorporación de Jessie a la banda, Ankor publicó el 3 de julio el trabajo Get On The Winner Horse!, un EP con 8 canciones, la mayoría de ellas pertenecientes al álbum Last Song for Venus pero regrabadas con la nueva voz de la banda, junto con 3 pistas adicionales originales: I'll Fight For You (en acústico), Completely Frozen (versión piano y voz) y una versión de la canción Chop Suey! de la banda System of a Down. 
El EP fue publicado en descarga gratuita desde la página oficial de la banda, junto a un nuevo vídeo para la canción Winner Horse, el cual se convirtió rápidamente en el más visto de la banda en las primeras semanas desde su publicación. Pocos días después, el 6 de julio, Ankor participaría en el Barcelona Metal Festival junto a Within Temptation y Paradise Lost, entre otros, donde Jessie Williams actuaría por primera vez junto a su nueva banda. 
El 2 de diciembre lanzaron el vídeo de la canción Last Song For Venus, en la que participaron sus fans.

### Beyond the Silence of These Years (2017)
En septiembre de 2015, tras finalizar la gira Get On The Winner Tour!, la banda realizó un parón para componer su 4.º álbum de estudio. Un año más tarde se conocía que Jordi Vidal, baterista de Ankor en los últimos años, no continuaría en la nueva etapa del grupo, siendo sustituido poco después por Raphaela Tache, baterista de origen brasileño. 
En enero de 2017 se conocía el título del nuevo disco, así como que Julio López tampoco continuaría en la nueva etapa del grupo, sin conocerse sustituto oficial fijo. 
El 7 de marzo Ankor presentó Lost Soul, primer adelanto de Beyond the Silence of These Years, álbum grabado en Wheel Sound Studios (Barcelona), por Txosse Ruiz, mezclado en Sonic Debris (Long Island, Nueva York) por Dan Korneff, y masterizado en Sterling Sound por Ted Jensen.
Tras Lost Soul vendrían los videoclips de los temas "The Monster I Am" y "Shhh... I'm not Gonna Lose It" dirigidos por el propio David Romeu bajo su productora Winner Horse Productions.
En directo la banda realiza actuaciones por España y algunos países Europeos como Francia o Italia, además de una minigira por Japón.

### White Dragon (2019)
En 4 de abril de 2019 la banda presenta el nuevo videoclip del tema Ghosts perteneciente a su nuevo álbum: White Dragon. El álbum está grabado por la propia banda, siendo de nuevo Dan Korneff el encargado de la mezcla y Ted Jensen de la masterización. Poco después lanzan otro nuevo videoclip, esta vez del tema Walking Dead. En febrero de 2020 lanzan el videoclip del tema Holy Wolf en el que participa Julio López, quien regresa a la banda habiendo ya grabado el bajo en el álbum y estando presente en la gira de mayo de 2019. El álbum destaca por el cambio en el sonido de la banda, sin dejar el metal, incluyendo pasajes de estilos tan diferentes con el hip hop o la música electrónica. 
En mayo comienzan una gira por distintos países de Europa.

### La batería Ra Tache abandona la banda (2022)
En junio de 2022 la banda comunica a través de su cuenta en redes sociales que la baterista Ra Tache, abandona la banda. Posteriormente se conoce que la sustituirá Eleni Nota (ex-Nervosa).
Para muchos seguidores de Nervosa les sorprendió esta incorporación a Ankor ya que en un comunicado la misma Eleni varias semanas antes había anunciado que dejaba la música temporalmente hasta finales del 2022 por motivos médicos.

## Estilos musicales e influencias
Ankor han sido catalogados dentro de varios estilos, como el metal melódico, metalcore, metal gótico, power metal o metal alternativo, aunque a la banda no le preocupan las etiquetas, como dejaba claro un texto que podía leerse en su página de Facebook y YouTube «Melodic Metal/Rock/Metalcore/Pop-Punk (or as you prefer) band from Spain».
Siempre se han proclamado seguidores de bandas de metalcore como Avenged Sevenfold (Fito aparece en el vídeo de Remaining con la guitarra Schecter Synyster Custom, modelo perteneciente al guitarrista de la banda, Synyster Gates), Killswitch Engage, All That Remains, Bullet For My Valentine o In This Moment, aunque también tienen influencias de bandas más comerciales o del sector pop punk y rock alternativo, como Paramore, A Day to Remember, Halestorm o Rise Against, al igual que de bandas europeas y más clásicas, del estilo de Within Temptation o Nightwish.
También han comentado en varias ocasiones que sienten admiración por la cultura japonesa, entre ella su música, el anime o el manga, estilo que puede recordar el art work de la portada del álbum My Own Angel, y que hace que algunos de sus temas puedan asemejarse a la corriente musical por excelencia japonesa, J-Rock (japanese rock).
Fuera del rock y el metal, Ankor se han proclamado amantes de la música en cualquier vertiente o estilo y se consideran seguidores de la música jazz y soul y de grandes de la historia de la música como Michael Jackson, The Beatles o Elvis Presley.

## Miembros

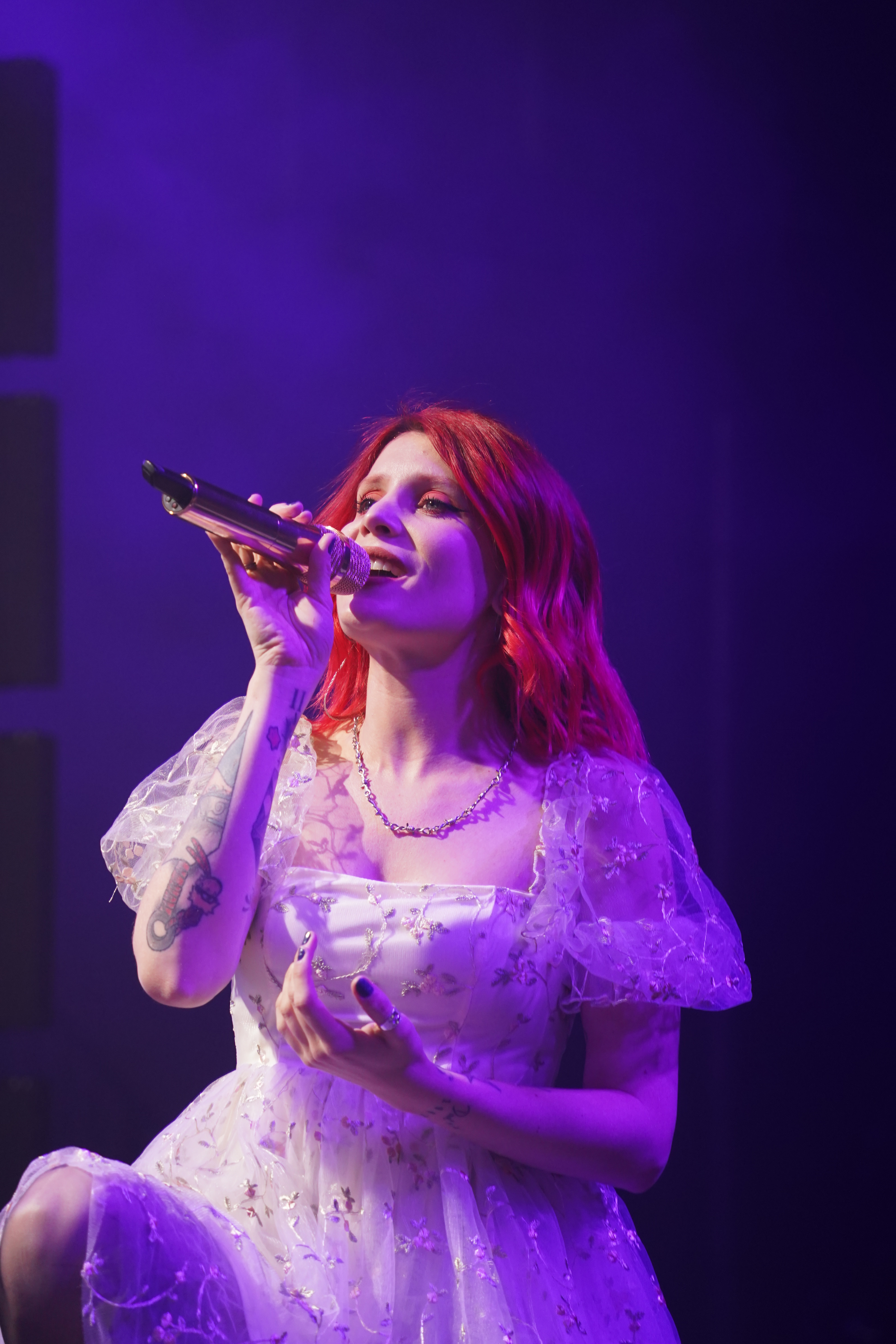
Jessie Williams 2024 in Stuttgart

Miembros actuales
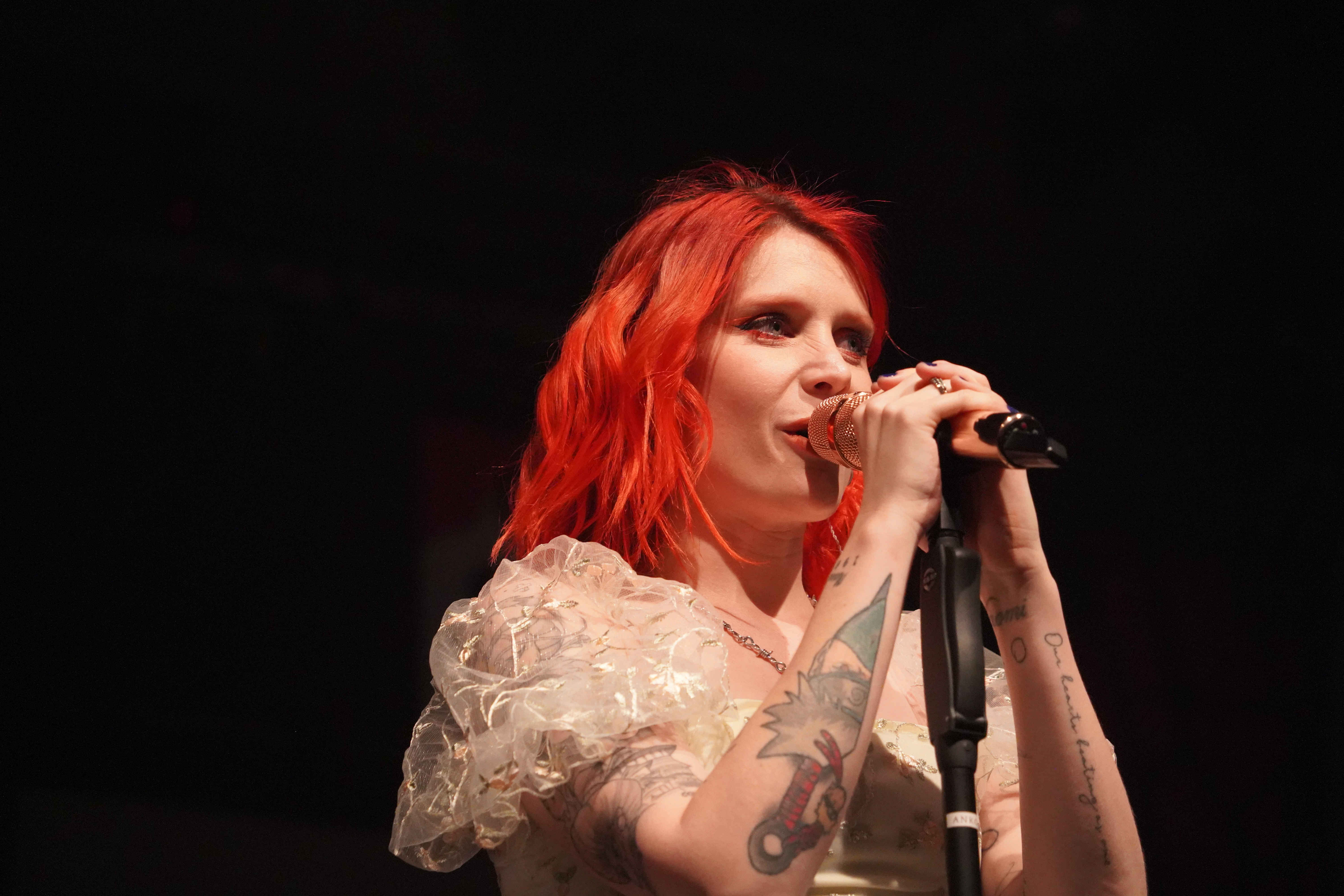
Jessie Williams - Voz (2014-presente)
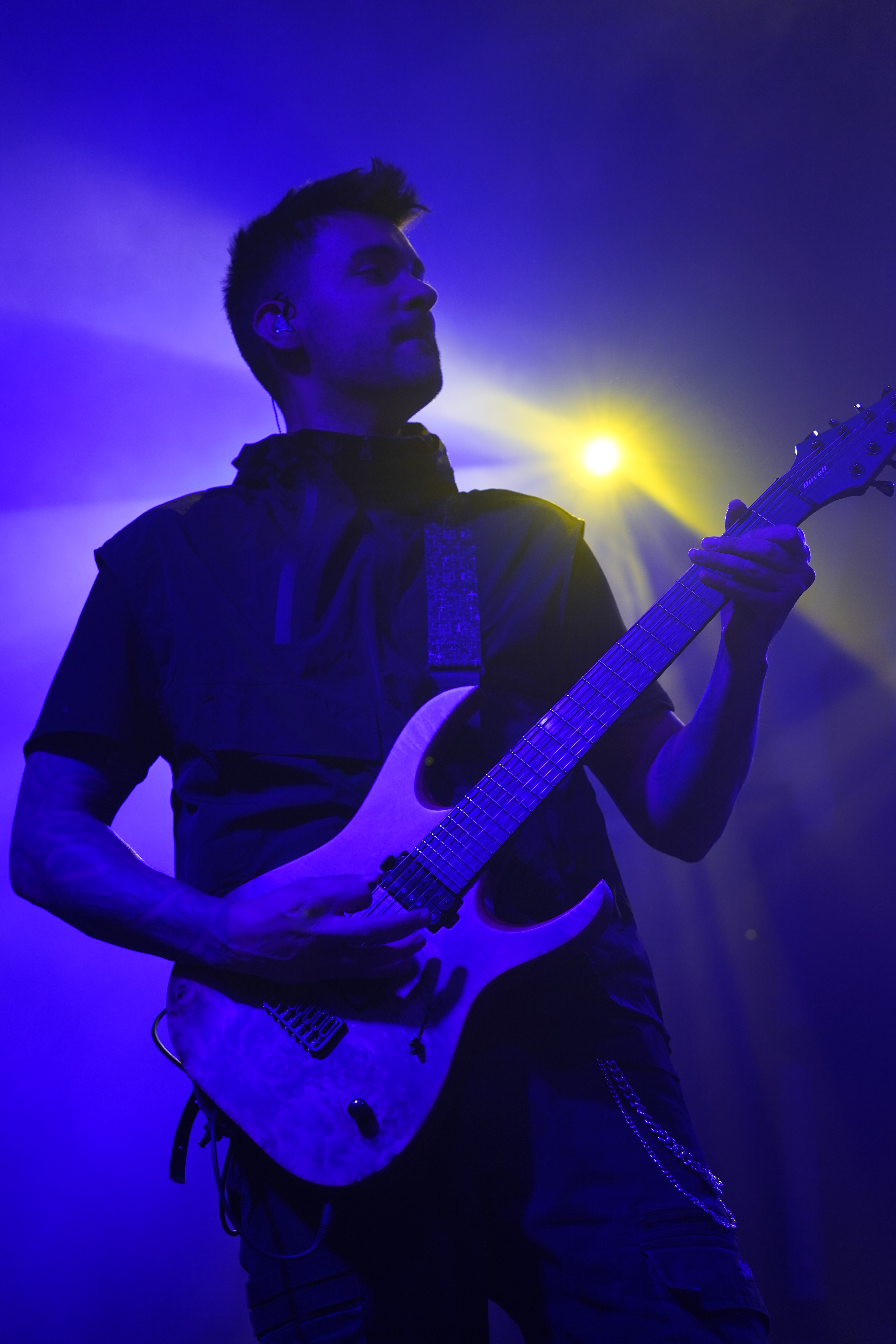
David Romeu - Guitarra y voz de apoyo (2003-presente)
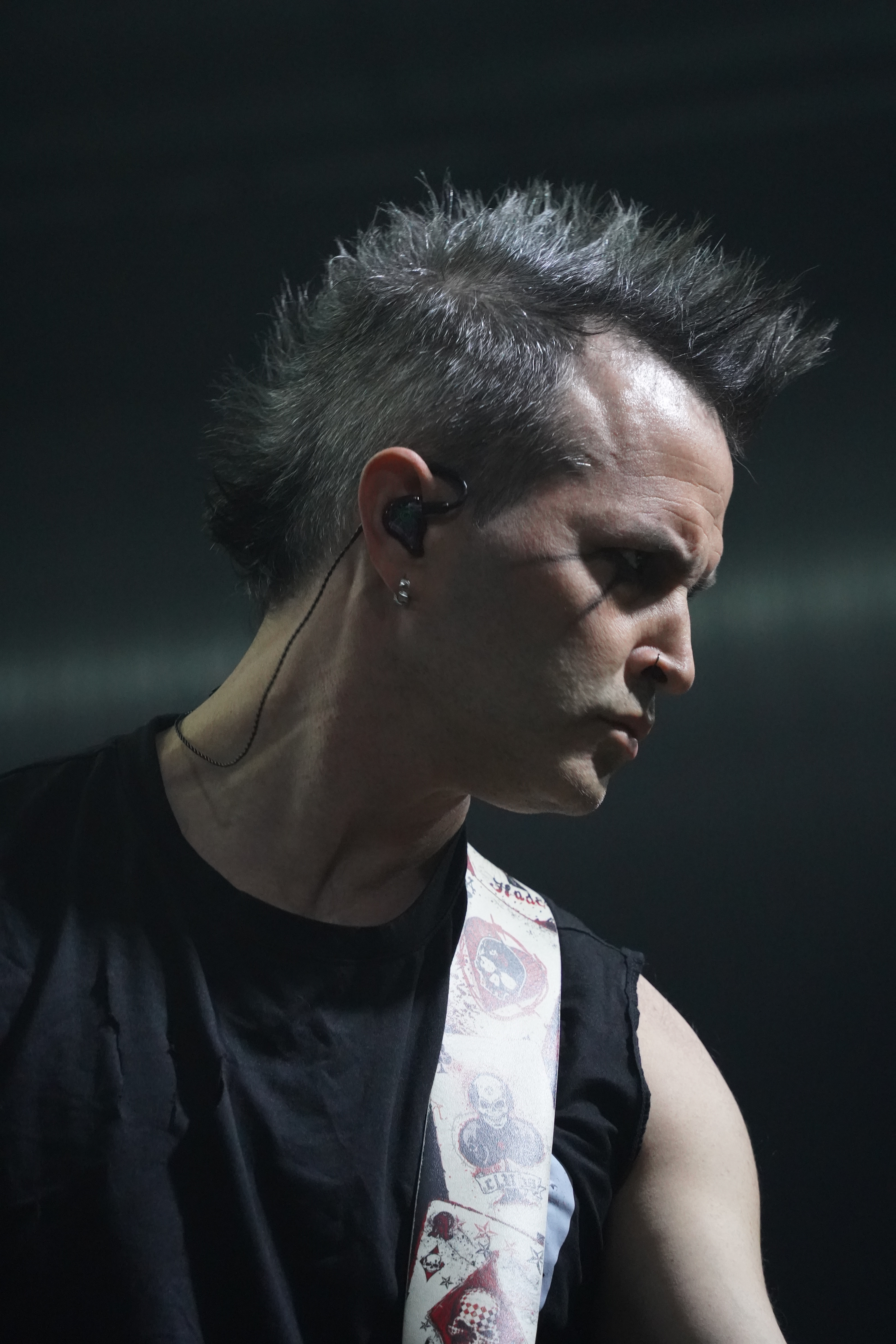
Fito Martínez - Guitarra (2003-presente)
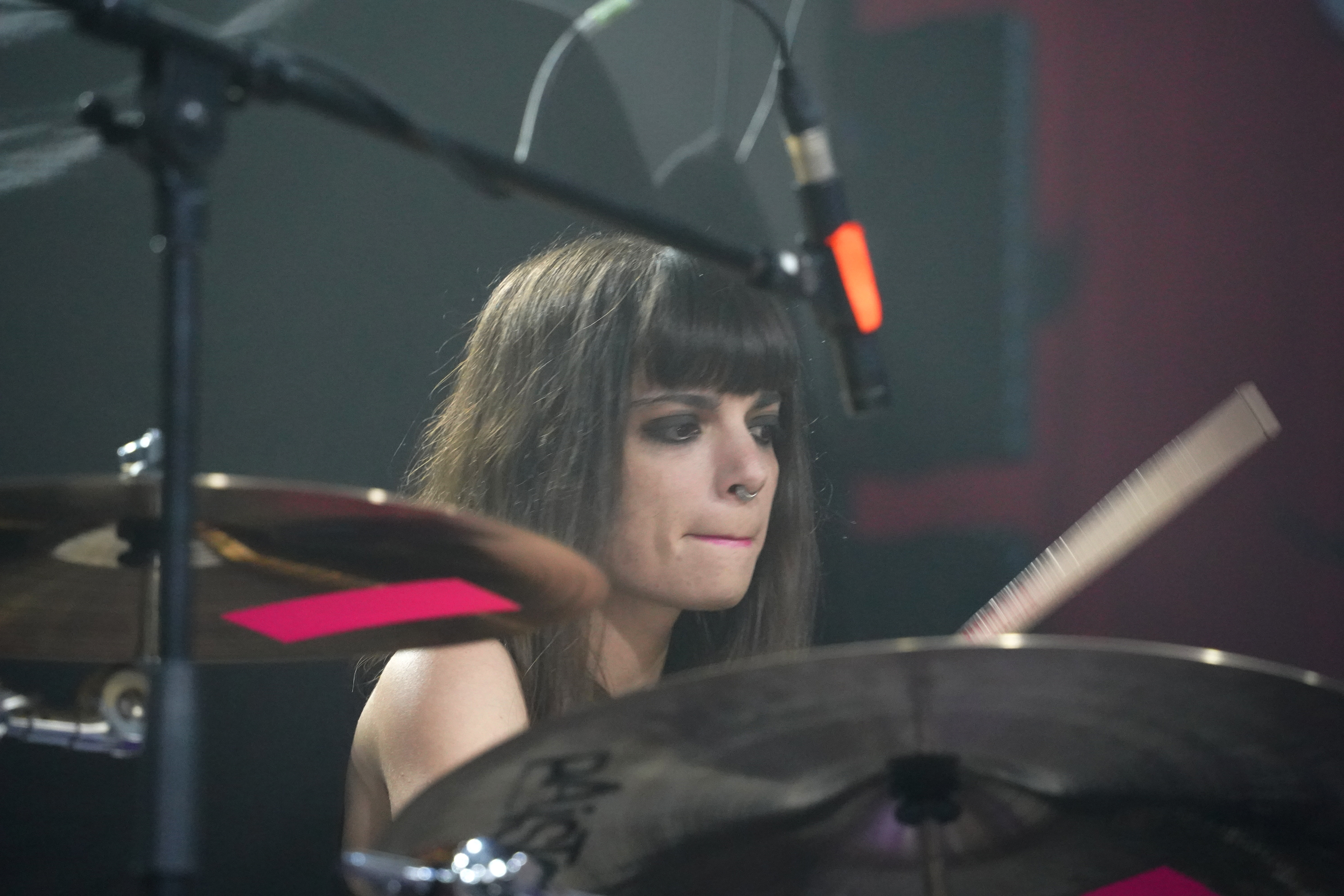
Eleni Nota - Batería (2022-presente)
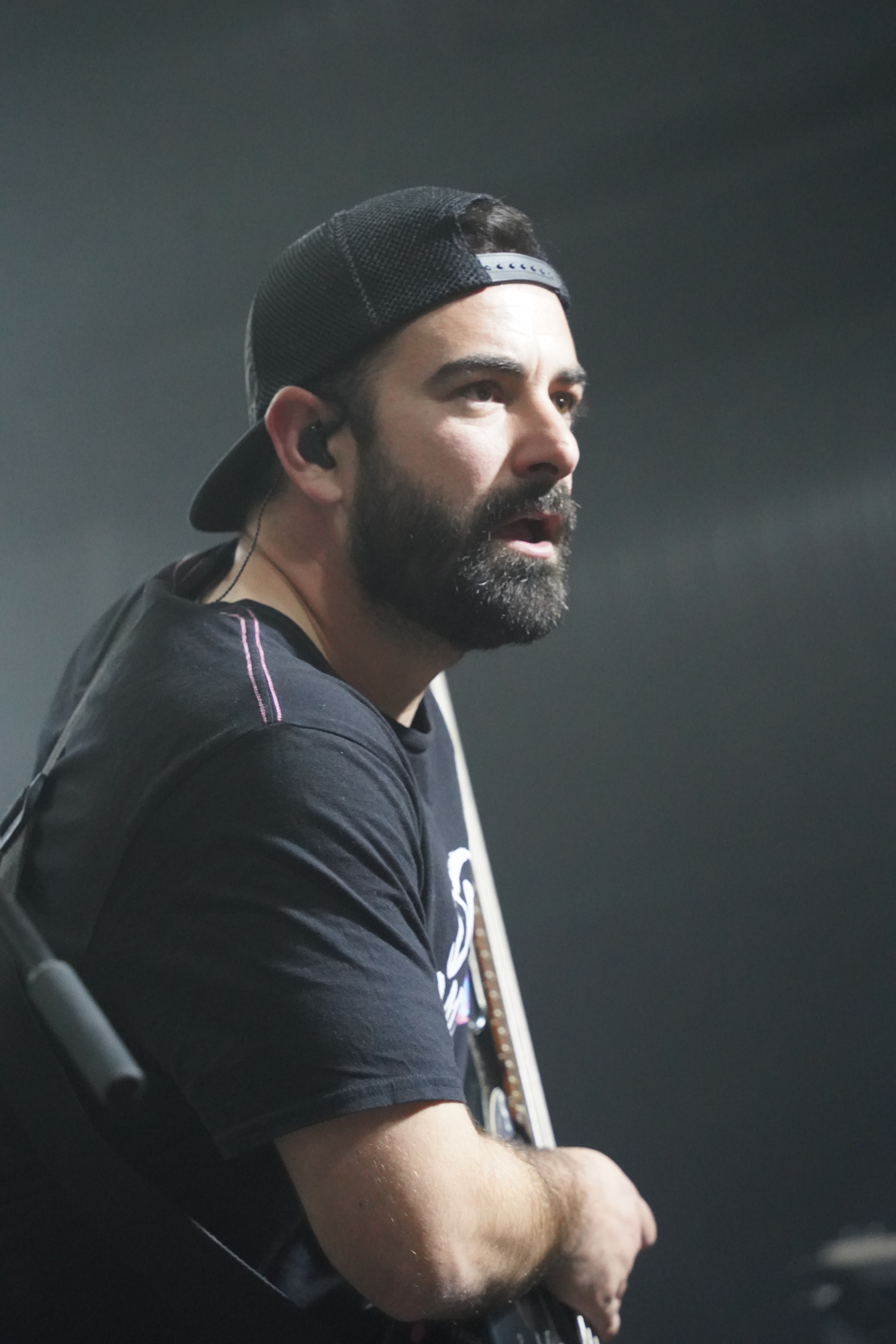
Julio López - Voz y bajo (2009-2017) (2020-presente)

Miembros anteriores
- Ra Tache - Batería, teclados y voz de apoyo (2016-2022)
- Javier "Rubio" Casanova" - Teclados (2003-2015)
- Jordi Vidal - Batería y violín (2004-2016)
- Rosa De La Cruz - Voz (2003-2014)
- Alberto Muñoz - Voz y bajo (2008-2009)
- José "Jossy" Alarcón - Voz y bajo (2004-2008)
- Juan "Expo" Expósito - Guitarra (2003-2011)

## Publicaciones

### Álbumes de estudio
- Al Fin Descansar (solo en español) - 8 de enero de 2008.
- My Own Angel - 23 de septiembre de 2011 (España), 28 de octubre (Europa) y 11 de julio (Japón).
- Last Song for Venus - 12 de noviembre de 2013 (digital), 19 de noviembre (físico).
- Get On The Winner Horse! (EP) - 3 de julio de 2014.
- Beyond the Silence of These Years - 12 de mayo de 2017
- White Dragon - 26 de abril de 2019

### Vídeos Musicales
- Remaining - 17 de abril de 2011.
- Completely Frozen - 6 de marzo de 2012.
- My Own Angel - 27 de diciembre de 2012.
- I'll Fight For You - 5 de marzo de 2013.
- The Dark Passenger - 12 de diciembre de 2013.
- If It Means A Lot To You - 28 de abril de 2014.
- Winner Horse - 3 de julio de 2014.
- Last Song For Venus - 2 de diciembre de 2014.
- Chop Suey (SOAD Cover) - 27 de octubre de 2015.
- Lost Soul - 7 de marzo de 2017.
- The Monster I Am - 4 de mayo de 2017.
- Shhh... I'm Not Gonna Lose It - 5 de junio de 2018.
- Nana - 23 de agosto de 2018.
- Ghosts - 4 de abril de 2019.
- Walking Dead - 25 de abril de 2019.
- Holy Wolf - 13 de febrero de 2020.
- Hill Valley - 4 de agosto de 2020.